# Heiko Faber
Heiko Faber (* 1. Oktober 1937 in Wuppertal; † 26. Dezember 2019) war ein deutscher Jurist.

## Leben
Faber studierte Rechtswissenschaften in Bonn und an der FU Berlin, absolvierte 1963 in Köln das Referendarexamen und 1966 in Hamburg das Assessorexamen. Im gleichen Jahr wurde er in Bonn mit einer Dissertation zum Thema „Innere Geistesfreiheit und suggestive Beeinflussung“ promoviert. Nach der Habilitation 1973 in Konstanz folgte 1974 seine Berufung auf die Professur für Öffentliches Recht IV an der Universität Frankfurt am Main. Ab 1978 war er ordentlicher Professor für Öffentliches Recht, insbesondere Verwaltungsrecht, an der Universität Hannover.
Im zweiten Hauptamt war Faber ab 1979 als Richter am Oberverwaltungsgericht Lüneburg tätig. Von 1991 bis 1994 war er beratendes Mitglied der Enquete-Kommission zur Überprüfung des Niedersächsischen Kommunalverfassungsrechts.

## Schriften (Auswahl)
- Innere Geistesfreiheit und suggestive Beeinflussung. Berlin 1968, OCLC 1120692400.
- Wirtschaftsplanung und Bundesbankautonomie. Baden-Baden 1969, OCLC 573083770.
- Die Verbandsklage im Verwaltungsprozess. Baden-Baden 1972, ISBN 3-7890-0045-0.
- Verwaltungsrecht. Tübingen 1995, ISBN 3-16-146409-5.